# 紅の翼
『紅の翼』（くれないのつばさ）は、1958年に公開された日本映画。石原裕次郎主演。観客動員数は約640万人である。

## あらすじ
八丈島で子供が破傷風に罹り、急遽血清を届けることになった。大型飛行機の故障のため、パイロットの石田がセスナを飛ばすことになり、新聞記者の弓江と、当初セスナをチャーターしていた大橋が同乗するが、大橋は人を殺してきたばかりで、石田らを脅して途中の小島に着陸させ、逃亡をはかる。

## キャスト
- 石田康二：石原裕次郎
- 石田しのぶ：芦川いづみ
- 長沼弓江：中原早苗
- 大橋一夫：二谷英明
- 安藤幸宏：小沢昭一
- 水谷鉄司：西村晃
- 佐々木忠弘：芦田伸介
- 加田良蔵：清水将夫
- 岩見猛：安部徹
- 沖山百合子：清水まゆみ
- 並木敬子：峯品子
- 長沼鶴子：東恵美子
- 沖山竹乃：山岡久乃
- 杉尾泰次郎：近藤宏
- 航務課長：松下達夫
- 梅野泰靖
- 関根順三：下條正巳
- 栗本善治：伊藤寿章
- 草薙幸二郎
- 伝染病研究所係員：高友子
- 石田みつえ：相馬幸子
- 沖山たも：紅沢葉子
- 岩見産業受付事務員：雨宮節子
- 菊池良子：葵真木子
- 弘松三郎
- 持丸玄信：日野道夫
- 波多野憲
- 警視庁警備課3係長：雪丘恵介
- 峰三平
- 杉幸彦
- 伊藤良：長弘
- 深江章喜
- 三原一夫
- 警官：高野清次郎
- 柳瀨志郎
- 磯村友吉：小泉郁之助
- 八代康二
- 海上保安庁通信部員：須藤孝
- 日本遊覧航空整備員：林茂朗
- 航空自衛隊飛行所々員：三笠謙
- 長嶺正作：小柴隆
- 大島警察署々員：久遠利三
- 宮原德平
- 英原穣二
- 海上自衛隊総監部員：水谷謙之
- 川村昌之
- 今村弘
- 塚原勲
- 南部美乃
- 八条診療所看護婦：南邦子
- 田中英司
- 横山靖子
- 伊福保子
- 沖山武春：藤田安男
- 西脇衛：大坂志郎
- 敬子のパートナー：岡田真澄
- 長沼純平：滝沢修
- 日東タイムスデスク：菊村到（原作者特別出演）
- 赤塚親弘（赤木圭一郎エキストラ出演）

## スタッフ
- 企画 : 水の江滝子
- 監督 : 中平康
- 原作 ：菊村到『紅の翼』角川書店、1958
- 脚本 : 中平康、松尾昭典
- 音楽 : 佐藤勝、馬渡誠一
- 撮影 : 山崎善弘
- 照明 : 藤林甲
- 美術 : 松山崇
- 編集 : 辻井正則
- 録音 : 橋本文雄
- 助監督 : 松尾昭典、西村昭五郎
- 特殊撮影 : 日活特殊技術部
- 色彩計画 : 萩原泉
- 現像 : 東洋現像所
- 制作主任 : 亀井欽一
- 協力 : 東京國際空港、日本遊覧航空
- 航空技師指導 : 野依忠弘
- 製作・配給 : 日活

## 主題歌
- 紅の翼

作詞：松尾昭典
作曲：佐藤勝
歌唱：石原裕次郎（テイチクレコード）

## 備考
- 1977年に東映が本作を清水健太郎主演でリメイクしようとしたことがある(ボクサー (1977年の映画)#影響）。